# Karol Akerman

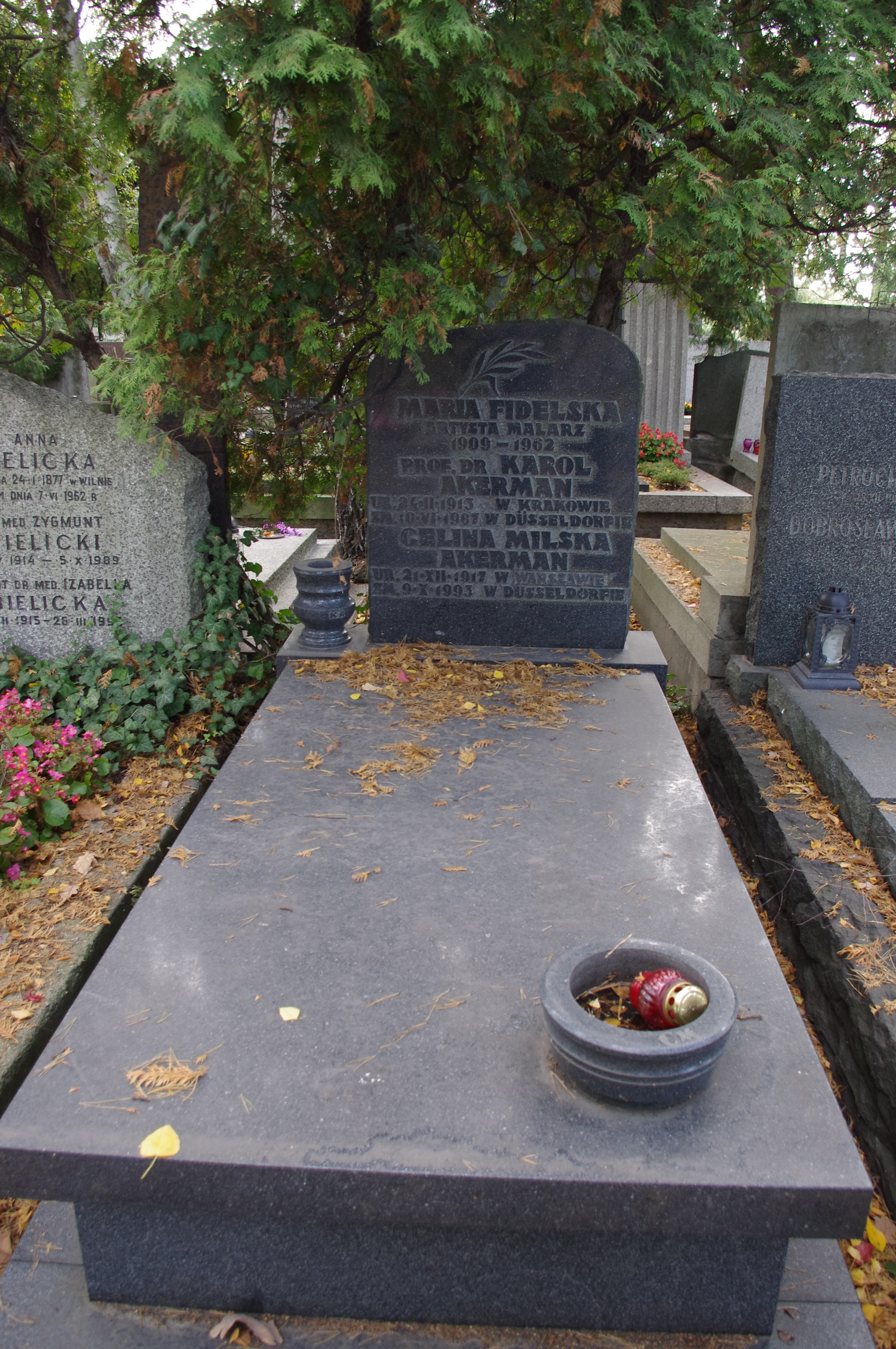
Nagrobek Karola Akermana

Karol Akerman (ur. 24 lutego 1913 w Krakowie, zm. 10 czerwca 1987 w Düsseldorfie) – polski chemik.

## Życiorys
Urodził się jako syn Chajema Szyji Ackermana (zegarmistrz w Trzebini, od 1953 pod imieniem Henryk) i Süssel z domu Selinger. Ukończył Gimnazjum w Chrzanowie. Odbył studia chemiczne na Uniwersytecie Jagiellońskim.
Po II wojnie światowej był pracownikiem Ministerstwa Przemysłu Chemicznego, przyczynił się do uruchomienia przemysłu chemicznego w PRL. W 1961 uzyskał stopień doktora na UJ. W 1963 został kierownikiem Katedry Technologii Chemicznej na Wydziale Matematyki, Fizyki i Chemii
Uniwersytetu Marii Curie-Skłodowskiej w Lublinie. Od 1969 kierował Pracownią Radioizotopową na UMCS. Na tej uczelni był promotorem wielu prac magisterskich. Od 1972 przebywał we Francji, gdzie w Paryżu był wykładowcą na Sorbonie.
Został pochowany na Cmentarzu Wojskowym na Powązkach w Warszawie (kwatera 2C-7-12). Jego żoną była Celina z domu Milska (1917-1993).

## Publikacje
- Formy i znaczenie pomocy radzieckiej dla polskiego przemysłu chemicznego (ok. 1950)
- Gips (1951, wspólnie z Edwardem Zawadą)
- Materialbewegung in Drehöfen für das Krupp-Renn-Verfahren in den Berg- und Hüttenwerken „Sabinów“ (1961)
- Untersuchung des Jodierungsprozesses von Speisesiedesalz mit radioaktiven ¹³¹J = Badania nad procesem jodowania soli jadalnej warzonej z zastosowaniem promieniotwórczego J-131 (1962)
- Estimation of the rate of material transport in rotary kilns used for decomposition of calcium sulfate at the sulfuric acid plant at Wizów, Poland (1960)
- Untersuchung der Materialbewegung in Kalziniertrommeln der Sodaindustrie (1963)
- Materialbewegung in den Rennöfen der Berg- und Hüttenwerken „Sabinów“. Tl. 2, Untersuchungen über die Intensivierung der Eisenluppenerzeugung in den Drehöfen der Berg- und Hüttenwerke „Sabinów“ (1963)
- Gips i anhydryt. Występowanie i zastosowania w przemyśle i w budownictwie (1964)
- A study on industrial rectification process of cadmium by means of radioactive tracers (1964)
- Étude du mécanisme et de la vitesse de passage des matériaux dans les fours rotatifs à l’aide des isotopes radioactifs (1965, współautor)
- German (1967)
- Techniczne zastosowanie metody atomów znaczonych (1970)

## Odznaczenia i nagrody
- Order Sztandaru Pracy I klasy (1951, za zasługi położone dla Narodu i Państwa w dziedzinie przemysłu)[8]
- Krzyż Oficerski Orderu Odrodzenia Polski (1950, za zasługi w pracy zawodowej i społecznej)[9]
- Medal 10-lecia Polski Ludowej (1955, na wniosek Ministra Przemysłu Chemicznego)[2]
- Nagroda państwowa: I stopnia (1951), II stopnia (1953)[10]